# St. Felicitas (Reutles)

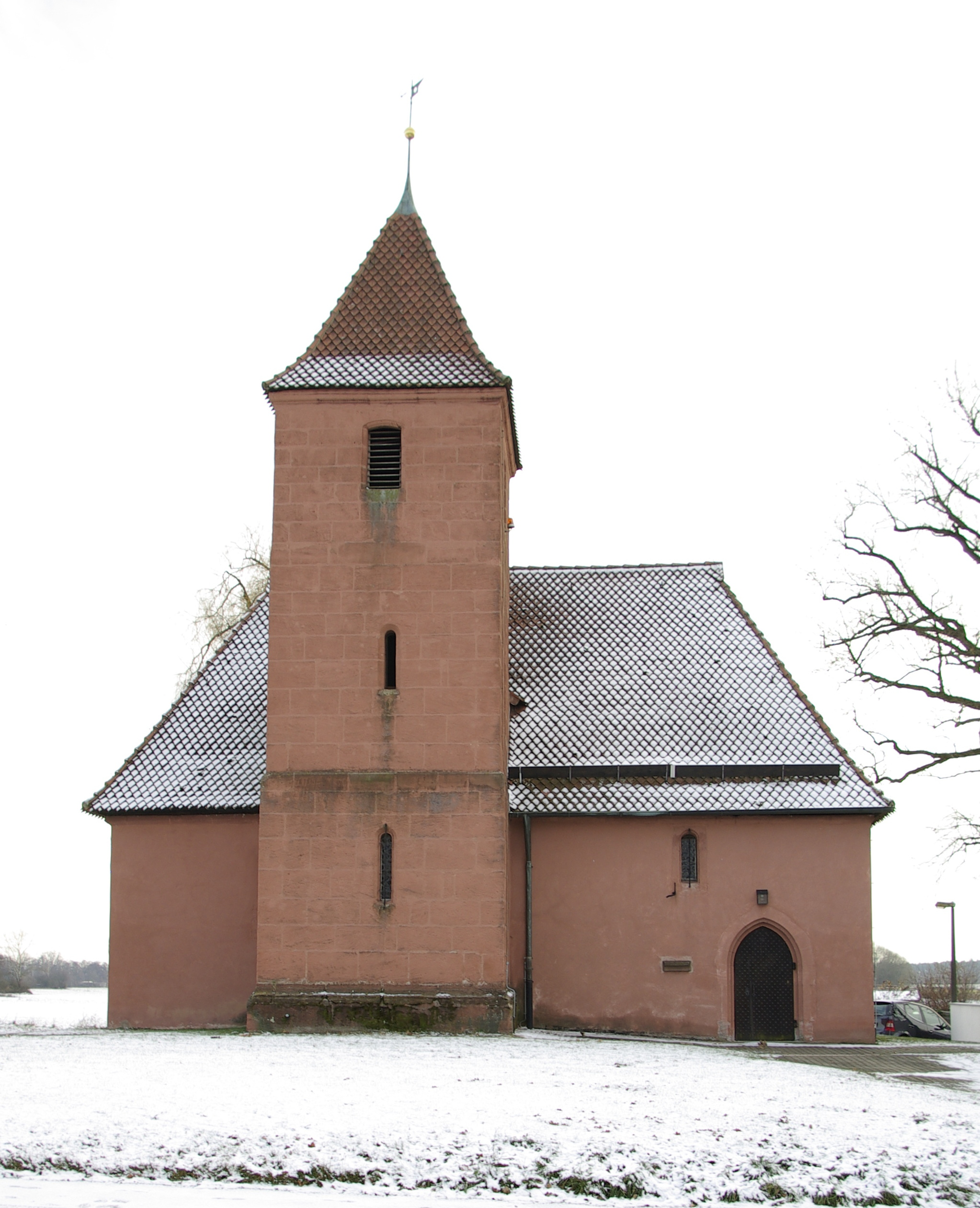
St. Felicitas (Reutles)

Die denkmalgeschützte, evangelisch-lutherische Kapelle St. Felicitas steht in Reutles, einem Stadtteil der kreisfreien Großstadt Nürnberg (Mittelfranken, Bayern). Die Kirche ist unter der Denkmalnummer D-5-64-000-1647 als Baudenkmal in der Bayerischen Denkmalliste eingetragen. Die Kapelle gehört zum Dekanat Erlangen im Kirchenkreis Nürnberg der Evangelisch-Lutherischen Kirche in Bayern.

## Beschreibung
Das Langhaus und der Chor aus verputztem Quadermauerwerk wurden um 1370 erbaut und mit einem gemeinsamen Walmdach bedeckt. Der quadratische Kirchturm wurde im 15. Jahrhundert an der Nordseite hinzugefügt. 1585 wurde das dritte Geschoss mit dem Glockenstuhl für die 1765 gegossene Kirchenglocke, das im Zweiten Markgrafenkrieg zerstört wurde, und das Pyramidendach wieder hergestellt. Der Innenraum des Chors ist mit einem Kreuzrippengewölbe überspannt, das mit den Evangelistensymbolen bemalt wurde. 
Der Innenraum des Langhauses, der Emporen an zwei Seiten hat, ist mit einer Holzbalkendecke bedeckt. Zur Kirchenausstattung gehört ein Flügelaltar, auf dessen Mitteltafel von Michael Wolgemut eine Kreuzigungsgruppe gemalt wurde. Auf dem linken Seitenflügel sind Felicitas und ihre Söhne, auf der Predella sind Maria mit dem Kind, umgeben von den Vierzehn Nothelfern dargestellt. 
Seit 1905 steht neben der Kanzel eine hölzerne Statue des Mauritius. 1977 wurde eine kleine Orgel mit vier Registern auf der Patronatsloge aufgestellt.